# Калиламбекова, Хорлан Ихсановна
Хорлан Ихсановна Калиламбекова (род. 18 ноября 1945, Балхаш, Карагандинская область, Казахская ССР) — советская и казахская оперная певица (лирико-колоратурное сопрано), музыкальный педагог, профессор. Народная артистка Казахской ССР (1982). Заслуженная артистка Казахской ССР (1980).

## Биография
Родилась 18 ноября 1945 года в городе Балхаш, Карагандинская область.
В 1968 году окончила Карагандинское музыкальное училище.
В 1972 году окончила вокальный факультет Казахская государственная консерватория им. Курмангазы (класс Н. Д. Юмашевой).
В 1977—1978 годы проходила стажировку в театре Софийской государственной оперы под руководством народного артиста Болгарии профессора А.Найденова.

### Личная жизнь
- Муж — Азербайжан Мамбетов (1932—2009), советский казахский режиссёр театра и кино. Народный артист СССР и Казахской ССР, лауреат госпремии СССР и Казахской ССР.

## Карьера
- С 1972 по 1999 годы — солистка Казахский театр оперы и балета имени Абая.
- С 1999 по 2013 годы — солистка Национального театра оперы и балета имени Куляш Байсеитовой.
- Профессор кафедры «Вокальное искусство и дирижирование» Казахский национальный университет искусств.

## Репертуар
- В репертуаре партии Татьяны и Иоланты («Евгений Онегин» и «Иоланта» П. И. Чайковского), Виолетты («Травиата» Дж. Верди), Чио-Чио-сан («Чио-Чио-сан» Дж. Пуччини), Церлины («Дон-Жуан» В. А. Моцарта), Маргариты («Фауст» Ш.Гуно), Микаэлы («Кармен» Ж.Бизе), Камар, Каракоз («Камар слу» и «Алпамыс» Е.Рахмадиева). Енлик («Енлик-Кебек» Г. А. Жубановой).
- Х.Калиламбекова — первая исполнительница партий Кати («Песнь о целине» Е.Рахмадиева) и Актокты («Ахан сере-Актокты С.Мухамеджанова). Занимается концертной деятельностью. Гастролировала в Чехословакии, Польше, Болгарии, Румынии, Италии, Мали, Португалии, Финляндии, Индии.

## Награды и звания
- 1980 — Присвоено почетное звание „Заслуженная артистка Казахской ССР“
- 1982 — Присвоено почетное звание „Народная артистка Казахской ССР“ (за большой личный вклад в развитие музыкального искусства)
- 2002 — Орден Курмет Республики Казахстан 15.12.2002 (за выдающийся вклад в развитие отечественной культуры и музыкального искусства)[2]
- 2008 — Медаль «10 лет Астане»;
- 2010 — Награжден нагрудным знаком „Ы.Алтынсарина“;
- Профессор искусствоведения;
- Отличник образования Республики Казахстана;
- 2024 (23 октября) — Орден Парасат.[3]